# مردقوش قشيب
المردقوش القشيب (باللاتينية: Origanum laevigatum) نوع نباتي من جنس المردقوش الذي يتبع الفصيلة الشفوية.

## الموئل والانتشار
موطنه بلاد الشام وقبرص وتركيا.